# Діазиридини
Діазириди́ни (англ. diaziridines) — тричленні насичені циклічні органічні сполуки з двома атомами N в циклі.
Стійкі до лугів, гідролізуються під впливом кислот, легко ацилюються, алкілюються по циклічних атомах N зі збереженням циклу. У кислих розчинах діазиридини — окисники, відновлюються з розривом зв'язку N-N; окисниками (наприклад, перманганатом в лужному середовищі, жовтим оксидом ртуті) окиснюються до діазиринів.